# Monts Santa Cruz
Pour la région vinicole, voir Santa Cruz Mountains (AVA).
Les monts Santa Cruz (Santa Cruz Mountains en anglais) sont une chaîne de montagnes de la côte centrale californienne faisant partie des chaînes côtières du Pacifique de la côte ouest des États-Unis. Ils forment une barrière le long de la péninsule de San Francisco au sud de la ville du même nom, séparant l'océan Pacifique de la baie de San Francisco et de la vallée de Santa Clara, et continuent plus au sud pour se terminer dans la vallée de la Salinas. La chaîne traverse les comtés de San Francisco, San Mateo, Santa Clara, Santa Cruz, San Benito et Monterey.

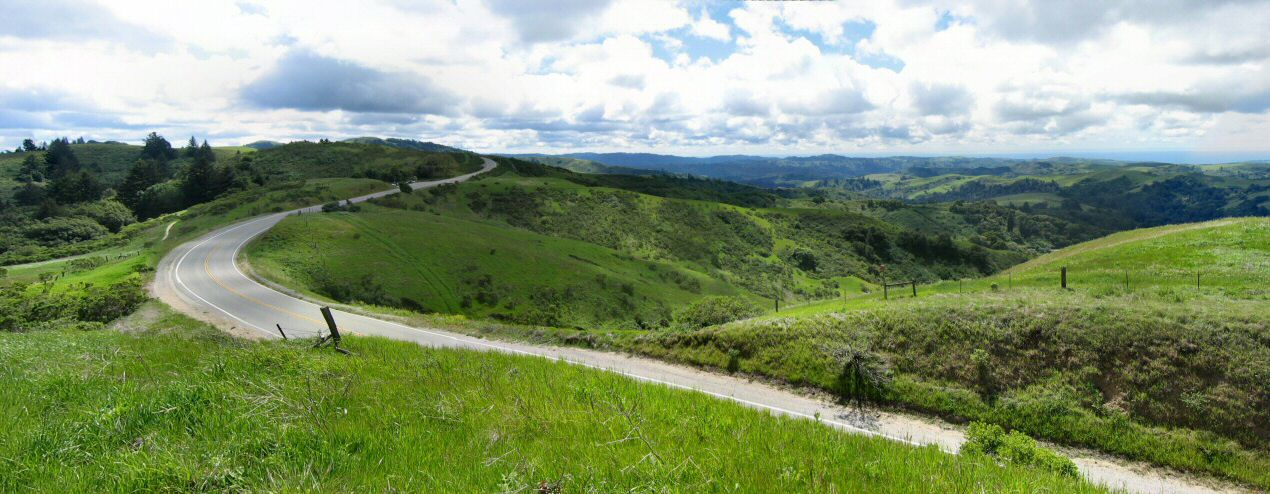
Skyline Boulevard parcourt les monts Santa Cruz, ici à proximité de Palo Alto.